# Morgan Schneiderlin
Morgan Schneiderlin (Zellwiller, 8 novembre 1989) è un ex calciatore francese, di ruolo centrocampista. Con la nazionale francese è stato vicecampione d'Europa nel 2016.

## Biografia
Nel marzo 2016, Schneiderlin si è fidanzato con Camille Sold, con la quale si è sposato nel giugno 2017. Il loro figlio è nato nell'ottobre 2018.

## Carriera

### Club

#### Gli inizi
Nato a Zellwiller, Alsazia, ha iniziato la propria carriera da calciatore tra le file dell'SR Zellwiller. Approda nelle giovanili dello Strasburgo nel 1995, dopo che dei membri della sua famiglia lo hanno portato ad una sessione di scouting del club francese all'età di 5 anni. Dopo 10 anni passati nelle giovanili, nel 2005 viene finalmente convocato in prima squadra debuttando poi nella squadra delle riserve lo stesso anno. Complici alcune buone prestazioni, viene messo nella lista dei partenti dopo la retrocessione del club in Ligue 2.

#### Southampton
Il 27 giugno 2008 è stato acquistato dal Southampton per circa due milioni di euro. Debutta con i Saints il 9 agosto seguente in una gara di campionato contro il Cardiff City. Ha messo a segno la sua prima rete con il club solo il 13 aprile 2010, in una gara vinta per 5-1 contro i Bristol Rovers. Il 19 agosto 2011 decide di estendere il proprio contratto fino all'estate del 2014.
Dopo la promozione del club in Premier League nel 2012, il francese diverrà ufficialmente una presenza fissa all'interno dell'undici titolare, facendo poi il proprio debutto dal primo minuto nella sconfitta esterna contro il Manchester City (3-2). Il 2 settembre mette a segno la sua prima marcatura in massima divisione inglese, portando il Southampton momentaneamente in vantaggio per 2-1 contro il Manchester United. La gara si è poi conclusa per 3-2 in favore dei Red Devils grazie ad una tripletta di Robin van Persie. Il 16 gennaio 2013, guida il Southampton nella rimonta contro i campioni d'Europa del Chelsea a Stamford Bridge, che li ha visti pareggiare per 2-2. Il 25 febbraio 2013, firma il rinnovo del proprio contratto con i Saints fino all'estate del 2017.
Il 30 agosto 2014 Schneiderlin mette a segno la sua prima doppietta in carriera nella vittoria per 3-1 contro il West Ham. Il 28 dicembre, è stato espulso a due minuti dalla fine di un pareggio per 1-1 in casa contro il Chelsea. Il 25 aprile dell'anno successivo si infortuna al ginocchio contro il Tottenham, facendogli terminare anticipatamente la stagione.

#### Manchester United
Il 13 luglio 2015 viene acquistato per 35 milioni di euro dal Manchester United, con cui firma un contratto quadriennale. Debutta con i Red Devils nel torneo pre-campionato quattro giorni dopo il suo ingaggio, in una gara contro il Club América vinte grazie ad una sua rete su colpo di testa. Ha fatto il proprio esordio in Premier League l'8 agosto seguente in un successo 1-0 contro il Tottenham, venendo successivamente considerato dalla BBC Sport come il migliore tra i cinque debuttanti di quella giornata. Il 17 ottobre mette a segno la sua prima rete con il club in un successo 3-0 in casa dell'Everton, aprendo le marcature della gara dopo 18 minuti di gioco. A fine stagione, il francese aggiungerà al suo palmarès l'FA Cup 2015-2016, vinta per 2-1 in finale contro il Crystal Palace, nonostante non sia sceso in campo durante la gara.
Inizia l'annata 2016-2017 vincendo il Community Shield dopo aver affrontato il Leicester City a Wembley (2-1). Tuttavia, a causa della concorrenza a centrocampo, il giocatore inizierà ad essere utilizzato molto più sporadicamente, arrivando a giocare solamente 147 minuti in 3 presenze da titolare, totalizzandone poi altre cinque tutte subentrando dalla panchina.

#### Everton
Il 12 gennaio 2017 viene acquistato dall'Everton per 22 milioni di euro, riunendosi così al suo ex tecnico Ronald Koeman. Tre giorni dopo debutta con i Toffees subentrando a Kevin Mirallas al 65' minuto di una gara contro il Manchester City al Goodison Park (4-0). L'11 marzo seguente mette a segno la sua prima rete per il club in una gara contro il West Bromwich Albion. Durante l'intero svolgimento dell'annata il giocatore avrà un notevole aumento di minutaggio rispetto al suo periodo al Manchester United, venendo confermato come titolare fisso.
Il 2 novembre 2017, durante una gara valida per l'Europa League in casa dell'Olympique Lione, il francese riceverà un cartellino rosso che si rivelerà cruciale per l'eliminazione dei Toffees dalla competizione con due turni d'anticipo. Durante il mese di gennaio 2018 è stato corteggiato a più riprese dal West Ham United ma, con l'arrivo sulla panchina dell'Everton di Marco Silva, il francese è stato definitivamente blindato. Durante la fase iniziale della stagione 2018-2019 il tecnico della squadra dichiarò che Schneiderlin sarebbe rimasto fuori rosa per un certo periodo di tempo per via di questioni personali.

#### Nizza e Western Sydney Wanderers
Il 23 giugno 2020 fa ritorno in patria firmando per il Nizza. Debutta con i francesi il 23 agosto seguente in una gara casalinga contro il Lens (2-1). A più riprese, durante la stagione, il giocatore avrà svariate possibilità di vestire la fascia da capitano. Tuttavia, conclude la stagione 2020-2021 totalizzando 35 presenze, mentre concluderà la seconda totalizzando 24 presenze.
Titolare nelle prime due stagioni con les aiglons, durante la terza viene messo fuori rosa e, il 28 gennaio 2023, viene ceduto a titolo temporaneo al Western Sydney. Il 5 febbraio 2023 debutta ufficialmente in A-League in una gara casalinga contro il Western United. Ha messo a segno la sua prima rete per il club esattamente 20 giorni dopo il suo debutto, in una gara contro il Macarthur. L'ultima gara del francese con il club rossonero è stata la finale del campionato giocata contro i rivali del Sydney FC, dove metterà anche a segno la sua seconda ed ultima rete della sua esperienza. Dopo la scadenza del prestito il suo contratto scadrà e il giocatore rimarrà svincolato.

#### Parentesi Konyaspor, approdo in Grecia e ritiro
Il 1º agosto 2023 troverà squadra accasandosi al Konyaspor, militante nella Süper Lig, ma 9 giorni dopo la firma rescinderà il contratto con il club per motivi familiari.
Successivamente, il 30 settembre 2023, viene ingaggiato a costo zero dal Kīfisias, neopromosso in Souper Ligka Ellada. Debutta ufficialmente con esso il 22 ottobre seguente in una gara casalinga pareggiata per 0-0 contro l'OFI Creta. Due giorni prima di una gara contro l'Asteras Tripolis subisce un infortunio muscolare che lo terrà fermo ai box per circa due mesi. Torna in campo l'11 febbraio 2024 in una gara contro il Volos. Al termine della stagione, conclusasi con la retrocessione del club, rimane svincolato.
Il 17 agosto 2024 annuncia il proprio addio al calcio giocato.

### Nazionale
Schneiderlin ha rappresentato la nazionale transalpina U-16, U-17 e U-18, di cui era anche capitano.
Nel marzo 2006, è stato selezionato dalla Francia per giocare nel 2007 l'Europeo Under 17.
Il 25 maggio 2009, viene convocato per partecipare ai Giochi del Mediterraneo 2009. L'anno successivo, gioca con la Nazionale francese U-20 il Torneo di Tolone.
Il 13 maggio 2014 il CT Didier Deschamps lo mette nella lista dei pre-convocati per il mondiale in Brasile. Viene in seguito integrato nella lista definitiva a causa dell'infortunio di Franck Ribéry e Clément Grenier. L'8 giugno al minuto 87º, esordisce nell'amichevole Francia-Giamaica, vinta 8-0 dai francesi, giocata a Lilla. Nel mondiale brasiliano gioca solo una partita contro l'Ecuador. Viene convocato per gli Europei 2016 in Francia, in sostituzione dell'infortunato Lassana Diarra.
Il suo debutto in Coppa del Mondo è arrivato 17 giorni dopo, quando ha giocato tutti i 90 minuti del pareggio 0-0 con l'Ecuador allo Stadio Maracanã di Rio de Janeiro; Deschamps ha effettuato sei cambiamenti per questa ultima partita del girone a causa della buona forma precedente della Francia. Quella è stata la sua unica apparizione nel torneo, nel quale la Francia è stata sconfitta ai quarti di finale dalla Germania.
Schneiderlin non è stato inizialmente selezionato nella squadra della Francia per l'organizzazione dell'UEFA Euro 2016, con N'Golo Kanté del Leicester City scelto al suo posto, ma è stato aggiunto in seguito a un infortunio di Lassana Diarra. Schneiderlin non ha giocato in nessuna delle sette partite della Francia nel torneo, nel quale hanno perso la finale contro il Portogallo.

## Statistiche

### Presenze e reti nei club
Statistiche aggiornate al 30 giugno 2023.
| Stagione                 | Squadra                  | Campionato               | Campionato | Campionato | Coppe nazionali | Coppe nazionali | Coppe nazionali | Coppe continentali | Coppe continentali | Coppe continentali | Altre coppe | Altre coppe | Altre coppe | Totale | Totale |
| Stagione                 | Squadra                  | Comp                     | Pres       | Reti       | Comp            | Pres            | Reti            | Comp               | Pres               | Reti               | Comp        | Pres        | Reti        | Pres   | Reti   |
| ------------------------ | ------------------------ | ------------------------ | ---------- | ---------- | --------------- | --------------- | --------------- | ------------------ | ------------------ | ------------------ | ----------- | ----------- | ----------- | ------ | ------ |
| 2006-2007                | Strasburgo               | L2                       | 2          | 0          | CF+CdL          | 0               | 0               | -                  | -                  | -                  | -           | -           | -           | 2      | 0      |
| 2007-2008                | Strasburgo               | L1                       | 3          | 0          | CF+CdL          | 0               | 0               | -                  | -                  | -                  | -           | -           | -           | 3      | 0      |
| Totale Strasburgo        | Totale Strasburgo        | Totale Strasburgo        | 5          | 0          |                 | 0               | 0               |                    | 0                  | 0                  |             | 0           | 0           | 5      | 0      |
| 2008-2009                | Southampton              | FLC                      | 30         | 0          | FACup+CdL       | 1+2             | 0               | -                  | -                  | -                  | -           | -           | -           | 33     | 0      |
| 2009-2010                | Southampton              | FL1                      | 37         | 1          | FACup+CdL       | 4+2             | 0               | -                  | -                  | -                  | FLT         | 4           | 0           | 47     | 1      |
| 2010-2011                | Southampton              | FL1                      | 27         | 0          | FACup+CdL       | 2+1             | 0               | -                  | -                  | -                  | FLT         | 1           | 0           | 31     | 0      |
| 2011-2012                | Southampton              | FLC                      | 42         | 2          | FACup+CdL       | 1+4             | 0               | -                  | -                  | -                  | -           | -           | -           | 47     | 2      |
| 2012-2013                | Southampton              | PL                       | 36         | 5          | FACup+CdL       | 1+0             | 0               | -                  | -                  | -                  | -           | -           | -           | 37     | 5      |
| 2013-2014                | Southampton              | PL                       | 33         | 2          | FACup+CdL       | 3+0             | 0               | -                  | -                  | -                  | -           | -           | -           | 36     | 2      |
| 2014-2015                | Southampton              | PL                       | 25         | 4          | FACup+CdL       | 1+3             | 1+0             | -                  | -                  | -                  | -           | -           | -           | 29     | 5      |
| Totale Southampton       | Totale Southampton       | Totale Southampton       | 230        | 14         |                 | 25              | 1               |                    | 0                  | 0                  |             | 5           | 0           | 260    | 15     |
| 2015-2016                | Manchester United        | PL                       | 29         | 1          | FACup+CdL       | 3+0             | 0               | UCL+UEL            | 4+3                | 0                  | -           | -           | -           | 39     | 1      |
| 2016-gen. 2017           | Manchester United        | PL                       | 3          | 0          | FACup+CdL       | 2+0             | 0               | UCL+UEL            | 3                  | 0                  | -           | -           | -           | 8      | 0      |
| Totale Manchester United | Totale Manchester United | Totale Manchester United | 32         | 1          |                 | 5               | 0               |                    | 10                 | 0                  |             | 0           | 0           | 47     | 1      |
| gen.-giu. 2017           | Everton                  | PL                       | 14         | 1          | FACup+CdL       | 0               | 0               | -                  | -                  | -                  | -           | -           | -           | 14     | 1      |
| 2017-2018                | Everton                  | PL                       | 30         | 0          | FACup+CdL       | 1+0             | 0               | UEL                | 9                  | 0                  | -           | -           | -           | 40     | 0      |
| 2018-2019                | Everton                  | PL                       | 14         | 0          | FACup+CdL       | 0+2             | 0+0             | -                  | -                  | -                  | -           | -           | -           | 16     | 0      |
| 2019-2020                | Everton                  | PL                       | 15         | 0          | FACup+CdL       | 1+2             | 0+0             | -                  | -                  | -                  | -           | -           | -           | 18     | 0      |
| Totale Everton           | Totale Everton           | Totale Everton           | 73         | 1          |                 | 6               | 0               |                    | 9                  | 0                  |             | 0           | 0           | 88     | 1      |
| 2020-2021                | Nizza                    | L1                       | 28         | 0          | CF              | 2               | 0               | UEL                | 5                  | 0                  | -           | -           | -           | 35     | 0      |
| 2021-2022                | Nizza                    | L1                       | 20         | 0          | CF              | 4               | 0               |                    | -                  | -                  | -           | -           | -           | 24     | 0      |
| 2022-gen. 2023           | Nizza                    | L1                       | 0          | 0          | CF              | 0               | 0               |                    | -                  | -                  | -           | -           | -           | 0      | 0      |
| Totale Nizza             | Totale Nizza             | Totale Nizza             | 48         | 0          |                 | 6               | 0               |                    | 5                  | 0                  |             | 0           | 0           | 59     | 0      |
| gen.-giu. 2023           | Western Sydney           | AL                       | 11+1       | 1+1        | FFA Cup         | 0               | 0               | -                  | -                  | -                  | -           | -           | -           | 12     | 2      |
| ago. 2023                | Konyaspor                | SL                       | -          | -          | TK              | -               | -               | -                  | -                  | -                  | -           | -           | -           | -      | -      |
| ott. 2023-2024           | Kīfisias                 | SL                       | 5          | 0          | CG              | -               | -               | -                  | -                  | -                  | -           | -           | -           | 5      | 0      |
| Totale carriera          | Totale carriera          | Totale carriera          | 405        | 18         |                 | 39              | 1               |                    | 24                 | 0                  |             | 5           | 0           | 473    | 19     |

### Cronologia presenze e reti in nazionale
| Cronologia completa delle presenze e delle reti in nazionale ― Francia | Cronologia completa delle presenze e delle reti in nazionale ― Francia | Cronologia completa delle presenze e delle reti in nazionale ― Francia | Cronologia completa delle presenze e delle reti in nazionale ― Francia | Cronologia completa delle presenze e delle reti in nazionale ― Francia | Cronologia completa delle presenze e delle reti in nazionale ― Francia | Cronologia completa delle presenze e delle reti in nazionale ― Francia | Cronologia completa delle presenze e delle reti in nazionale ― Francia |
| Data                                                                   | Città                                                                  | In casa                                                                | Risultato                                                              | Ospiti                                                                 | Competizione                                                           | Reti                                                                   | Note                                                                   |
| ---------------------------------------------------------------------- | ---------------------------------------------------------------------- | ---------------------------------------------------------------------- | ---------------------------------------------------------------------- | ---------------------------------------------------------------------- | ---------------------------------------------------------------------- | ---------------------------------------------------------------------- | ---------------------------------------------------------------------- |
| 8-6-2014                                                               | Lilla                                                                  | Francia                                                                | 8 – 0                                                                  | Giamaica                                                               | Amichevole                                                             | -                                                                      | 87’                                                                    |
| 25-6-2014                                                              | Rio de Janeiro                                                         | Ecuador                                                                | 0 – 0                                                                  | Francia                                                                | Mondiali 2014 - 1º turno                                               | -                                                                      |                                                                        |
| 4-9-2014                                                               | Saint-Denis                                                            | Francia                                                                | 1 – 0                                                                  | Spagna                                                                 | Amichevole                                                             | -                                                                      | 78’                                                                    |
| 7-9-2014                                                               | Belgrado                                                               | Serbia                                                                 | 1 – 1                                                                  | Francia                                                                | Amichevole                                                             | -                                                                      |                                                                        |
| 11-10-2014                                                             | Saint-Denis                                                            | Francia                                                                | 2 – 1                                                                  | Portogallo                                                             | Amichevole                                                             | -                                                                      | 84’                                                                    |
| 14-10-2014                                                             | Erevan                                                                 | Armenia                                                                | 0 – 3                                                                  | Francia                                                                | Amichevole                                                             | -                                                                      |                                                                        |
| 14-11-2014                                                             | Rennes                                                                 | Francia                                                                | 1 – 1                                                                  | Albania                                                                | Amichevole                                                             | -                                                                      | 80’                                                                    |
| 26-3-2015                                                              | Saint-Denis                                                            | Francia                                                                | 1 – 3                                                                  | Brasile                                                                | Amichevole                                                             | -                                                                      |                                                                        |
| 29-3-2015                                                              | Saint-Étienne                                                          | Francia                                                                | 2 – 0                                                                  | Danimarca                                                              | Amichevole                                                             | -                                                                      | 82’                                                                    |
| 4-9-2015                                                               | Lisbona                                                                | Portogallo                                                             | 0 – 1                                                                  | Francia                                                                | Amichevole                                                             | -                                                                      |                                                                        |
| 7-9-2015                                                               | Bordeaux                                                               | Francia                                                                | 2 – 1                                                                  | Serbia                                                                 | Amichevole                                                             | -                                                                      |                                                                        |
| 8-10-2015                                                              | Nizza                                                                  | Francia                                                                | 4 – 0                                                                  | Armenia                                                                | Amichevole                                                             | -                                                                      | 63’ 67’                                                                |
| 11-10-2015                                                             | Copenaghen                                                             | Danimarca                                                              | 1 – 2                                                                  | Francia                                                                | Amichevole                                                             | -                                                                      |                                                                        |
| 13-11-2015                                                             | Saint Denis                                                            | Francia                                                                | 2 – 0                                                                  | Germania                                                               | Amichevole                                                             | -                                                                      | 80’                                                                    |
| 17-11-2015                                                             | Londra                                                                 | Inghilterra                                                            | 2 – 0                                                                  | Francia                                                                | Amichevole                                                             | -                                                                      | 83’                                                                    |
| Totale                                                                 |                                                                        | Presenze                                                               | 15                                                                     |                                                                        | Reti                                                                   | 0                                                                      |                                                                        |

## Palmarès
- Football League Trophy: 1

Southampton: 2009-2010
- Coppa d'Inghilterra: 1

Manchester United: 2015-2016
- Community Shield: 1

Manchester United: 2016